# Henry Pelham-Clinton, II duca di Newcastle
Henry Pelham-Clinton, II duca di Newcastle (Londra, 16 aprile 1720 – Westminster, 22 febbraio 1794), è stato un nobile inglese.

## Biografia
Era il figlio secondogenito di Henry Clinton, VII conte di Lincoln, e di sua moglie, lady Lucy Pelham, sorella di Thomas Pelham-Holles, I duca di Newcastle-upon-Tyne.
Suo padre morì nel 1728 e suo fratello morì nel 1730, rendendolo IX conte di Lincoln. Mentre era ancora minorenne, fu suo tutore suo zio, il duca di Newcastle-upon-Tyne, che non aveva figli e ben presto lo considerò come suo erede.
Dopo la laurea, fu mandato all'estero per completare la sua educazione. A Torino, dove stava studiando scherma, fu raggiunto dal suo compagno di scuola, Horace Walpole. Il suo biografo, Timothy Mowl, crede che i due fossero amanti, in quanto Walpole era innamorato di Henry.

## Duca di Newcastle
Nel 1756, suo zio, che era già duca di Newcastle-upon-Tyne, richiese al re Giorgio II di essere creato anche duca di Newcastle-under-Lyne. Il re accettò la richiesta, e quando il duca morì nel 1768, lord Lincoln divenne il II duca di Newcastle-under-Lyne.
Il nuovo duca si tenne alla larga della maggior parte dei politici, tranne in due casi. Ebbe una notevole influenza a causa dei seggi parlamentari da lui controllati e usò la sua influenza per promuovere la carriera di suo cugino, sir Henry Clinton, un ufficiale dell'esercito in carriera. Il figlio del duca, Thomas, fu aiutante di campo di sir Henry Clinton. Nel 1768, il duca venne nominato membro del Privy Council.
Fu gentiluomo di camera del re Giorgio II. Nel 1752 venne nominato cavaliere della Giarrettiera.
Ricoprì la carica di lord luogotenente del Cambridgeshire tra il 1742 e il 1757.

## Matrimonio
Sposò, il 3 ottobre 1744, la cugina lady Catherine Pelham (24 luglio 1727-27 luglio 1760), figlia di Henry Pelham e di lady Catherine Manners. Ebbero quattro figli:
- Lord John Pelham-Clinton (?-1781);
- Lord George Clinton (26 novembre 1745-19 agosto 1752);
- Lord Fiennes Henry Pelham-Clinton (5 novembre 1750-18 ottobre 1778), sposò lady Frances Seymour-Conway, ebbero due figli;
- Thomas Pelham-Clinton, III duca di Newcastle (1º luglio 1752-18 maggio 1795).

## Morte
Morì il 22 febbraio 1794, a 73 anni.

## Onorificenze
| Controllo di autorità | VIAF (EN) 44572787 · LCCN (EN) no92004508 · BNF (FR) cb14964778b (data) |